# Instytut Technologii Elektronowej
Instytut Technologii Elektronowej – polski instytut badawczo-rozwojowy istniejący w latach 1966–2020. Miał dwa oddziały w Warszawie oraz oddziały w Piasecznie i w Krakowie. Zatrudniał ponad 320 pracowników, w tym 6 profesorów i 12 doktorów habilitowanych oraz kilkudziesięciu doktorów specjalizujących się w elektronice, fizyce, chemii i inżynierii materiałowej. Od 1 kwietnia 2019 instytut stał się częścią Sieci Badawczej Łukasiewicz, a w 2020 został połączony z Instytutem Technologii Materiałów Elektronicznych w Łukasiewicz – Instytut Mikroelektroniki i Fotoniki.
Priorytety badawcze:
- nanofotonika podczerwieni, zaawansowane źródła i detektory bazujące na InP, GaAs, GaSb i materiałach pochodnych, dla zastosowań w przemyśle, ochronie środowiska i medycynie;
- nanoelektronika heterogenicznych mikrosystemów i krzemowych przyrządów fotonicznych, mikro i nanoczujników, mikrosystemów i sensorów dla diagnostyki medycznej i technicznej, krzemowych detektory promieniowania jonizującego;
- nanotechnologia i mikrotechnologia szerokoprzerwowych półprzewodników dla elektroniki wysokich częstotliwości i przezroczystej elektroniki;
- nanomateriały i mikromateriały dla technologii grubych warstw.

Zakłady naukowe Instytutu prowadziły badania w następujących obszarach:
- optoelektroniczne detektory i źródła promieniowania,
- nowoczesne lasery półprzewodnikowe,
- mikro- i nanosondy pomiarowe,
- detektory promieniowania jądrowego,
- mikrosystemy oraz czujniki dla zastosowań interdyscyplinarnych,
- specjalizowane układy i systemy scalone typu ASIC.

W wyniku prowadzonych prac powstały m.in. konstrukcje półprzewodnikowych źródeł i detektorów promieniowania z zakresu bliskiej i średniej podczerwieni dla zastosowań w przemyśle, ochronie środowiska i medycynie.

## Historia
- 1966 – utworzenie Instytutu Technologii Elektronowej jako jednostki PAN
- 1970 – przekształcenie ITE w instytut przemysłowy i włączenie do CEMI
- 1991 – przekształcenie w niezależną jednostkę badawczo-rozwojową
- 2000 – utworzenie oddziału ITE w Piasecznie
- 2002 – włączenie Ośrodka Badawczo-Rozwojowego Mikroelektroniki Hybrydowej i Rezystorów w Krakowie jako oddziału zamiejscowego ITE
- 2012 – włączenie PREDOM Ośrodka Badawczo-Rozwojowego w Warszawie jako oddziału ITE w Warszawie
- 2019 – włączenie ITE do Sieci Badawczej Łukasiewicz
- 2020 – włączenie ITE do Łukasiewicz – Instytut Mikroelektroniki i Fotoniki (Łukasiewicz – IMiF) – 1 października 2020 roku połączono dwa instytuty Sieci Badawczej Łukasiewicz: Instytut Technologii Elektronowej (Łukasiewicz – ITE) oraz Instytut Technologii Materiałów Elektronicznych (Łukasiewicz – ITME)[2]